# Michael Randle
Michael Randle (* 1933 Worcester Park) je anglický mírový aktivista a badatel, známý svou účastí na nenásilných protestních akcích ve Velké Británii, kvůli nimž byl dvakrát vězněn, a také pomocí sovětskému špionu Georgei Blakeovi při útěku z britského vězení. Sedm desetiletí se angažoval především v boji proti jaderným zbraním, byl členem protiválečných hnutí a organizací, vystupoval proti řeckému vojenskému převratu a sovětské okupaci Maďarska a Československa a později svou akademickou činností významně přispěl k alternativní obraně a civilní rezistenci, zejména prací o úloze občanských aktivit ve východní Evropě při rozpadu sovětského bloku.

## Biografie
Randle se narodil v roce 1933 ve Worcester Park v hrabství Surrey v Anglii. Druhou světovou válku strávil u rodiny své matky v Irsku, kde také chodil do školy. V mládí ho ovlivnil anglický filozof a spisovatel Aldous Huxley a později Gándhí. V roce 1951 se zaregistroval jako odpůrce vojenské služby kvůli svému přesvědčení a od té doby se aktivně zapojil do mírového hnutí. Studoval angličtinu na Londýnské univerzitě, kde v roce 1966 získal bakalářský titul, a mírová studia na Bradfordské univerzitě, kde získal magisterský titul (1981) a doktorát (1994).
Klíčovou součástí Randleova pohledu na svět se v polovině 50. let 20. století stal Gándhího přístup. Zapojil se do britské pacifistické skupiny Operace Gándhí, která se snažila uvést Gándhího myšlenky do praxe a vycházela z činnosti Unie mírových slibů, která v roce 1949 vytvořila komisi, jež se měla zabývat významem Gándhího přístupu pro poválečnou Británii.
Randle byl členem výboru, který o Velikonocích roku 1958 zorganizoval ve Velké Británii první pochod proti britským jaderným zbraním. V letech 1958–1961 byl předsedou pacifistické organizace Direct Action Committee Against Nuclear War, v letech 1960–1961 byl tajemníkem britské protiválečné skupiny Committee of 100 a v letech 1960–1987 členem rady a výkonného výboru mezinárodní protiválečné organizace War Resisters' International.
V roce 1956 se vydal pěšky z Vídně do Maďarska v naději, že se dostane do Budapešti, aby podpořil maďarskou pasivní rezistenci proti sovětské okupaci. Do Maďarska mu ale nedovolili vstoupit. V letech 1959 a 1960 strávil rok v Ghaně, kde se zapojil do akcí protestního týmu Sahara proti francouzským testům atomových bomb na alžírské Sahaře a pomáhal organizovat celoafrickou konferenci v Akkře, která se konala v dubnu 1960.
S manželkou Anne se oženil v roce 1962 a měli spolu dva syny, Seana a Gavina. V témže roce byl spolu s dalšími pěti členy Committee of 100 odsouzen k 18 měsícům vězení za podíl na organizování nenásilné protestní akce na americké vojenské základně Wethersfield v Essexu. V době výkonu trestu se mu narodil první syn Sean. V říjnu 1967 byl odsouzen k 12 měsícům vězení za účast na obsazení řeckého velvyslanectví v Londýně po vojenském převratu v Řecku v dubnu téhož roku.
V roce 1968 Randle společně s April Carterovou koordinoval pro War Resisters' International protesty proti invazi do Československa vedené Sověty, které se konaly v Moskvě, Budapešti, Sofii a Varšavě. V 70. a 80. letech 20. století spolupracoval s českým disidentem Janem Kavanem, který tehdy žil v Londýně a pašoval literaturu a vybavení pro demokratickou opozici v Československu.
V letech 1991–2007 působil Randle jako hostující výzkumný pracovník na katedře mírových studií Bradfordské univerzity. Přispíval články a recenzemi do časopisů Peace News, New Society, The Guardian a dalších. Je dlouholetým správcem nezávislé sbírky Commonweal Collection v knihovně Bradfordské univerzity.

### Útěk George Blakea
Během svého pobytu ve věznici Wormwood Scrubs v letech 1962 a 1963 se Randle spřátelil s Georgem Blakem, agentem britské MI6, který byl v roce 1961 odsouzen za špionáž pro Sovětský svaz na 42 let vězení. V roce 1961 byl maximální trest za porušení zákona o úředním tajemství 14 let. Předseda Nejvyššího soudu nicméně sečetl tři trestné činy porušení služebního tajemství a Blakeovi udělil 42 let, což byl nejdelší vynesený novodobý trest. Randl považoval trest vyneseným nad Blakem za nepřiměřeně dlouhý, proto spolu s Patem Pottlem a Seanem Bourkem pomohl Blakovi v říjnu 1966 z vězení uprchnout. Blake se nejprve skrýval u Randleových a Pottleových přátel v okolí Londýna. Později ho odvezli ukrytého v obytném voze nejprve do Doveru a poté do východního Německa. Odtud se Blakeovi podařilo dostat do Moskvy, kde žil až do své smrti ve věku 98 let v roce 2020.
Dlouhá léta se předpokládalo, že Blakeův útěk zorganizovala KGB. Přiznání skutečných aktérů přišlo až v roce 1989 jako reakce na vydání knihy o Blakeovi od Montgomeryho Hydea (George Blake, Superspy, ISBN 0708839924). Pottle a Randle následně vydali knihu s názvem The Blake Escape (tj. Blakeův útěk), v níž přiznali svou účast na Blakeově útěku. Pottle se k tomu později vyjádřil: „Nechtěli jsme zbytečně přivolávat trestní stíhání, ale objevily se zprávy, v nichž byli popisováni lidé, kteří se na akci vůbec nepodíleli, obviňovali nás z toho, že jsme komunističtí agenti, a snažili se zdiskreditovat protijadernou kampaň“.
Následně byli Randle a Pottle zatčeni a v červnu 1991 stanuli před soudem za spoluúčast na útěku. U soudu se hájili tvrzením, že sice v žádném případě neschvalovali Blakeovu špionážní činnost, ale že uložený trest 42 let byl nelidský. Soudce však jejich obhajobu nepřipustil. Navzdory soudcovu rozhodnutí je porota zprostila viny ve všech bodech obžaloby. Bourke nebyl nikdy obviněn, protože žil v Irsku a MI5 neuspěla s žádostí o jeho vydání.

## Dílo
Námětem sborníku Support Czechoslovakia (1968) se staly protesty proti invazi vojsk Varšavské smlouvy do Československa vedené Sověty, které se v roce 1968 konaly v Moskvě, Budapešti, Sofii a Varšavě. Randle společně s April Carterovou tyto protesty koordinovali pro organizaci War Resisters' International.
V knize People power: the building of a new European home (1991) Randle popisuje, jak jednotlivci, spolky a skupiny ve východní Evropě po 40 let trpělivě pracovali na oslabení a nakonec svržení svých zdiskreditovaných vlád během „revolučního“ roku 1989. Zamýšlí se nad tím, jaký význam mají jejich úspěchy pro evropskou a mezinárodní politiku. Druhou část knihy tvoří rozhovory s lidmi, kteří se každodenních bojů za demokracii přímo účastnili, a nabízí tak nové informace a osobní pohledy na jejich motivace a činy.
To, co Randle ve své další knize Civil resistance (1994) nazývá „občanským vzdorem“, zná každý jako shromáždění, bojkoty, stávky, stávky vsedě a další formy kolektivních nenásilných akcí. Je to odpor proti vládní moci. Mezi dramatické příklady z posledních desetiletí patří využití „síly lidu“ (statisíců lidí v ulicích) na Filipínách ke svržení Marcosovy diktatury v roce 1986, zhroucení východoevropských komunistických diktatur v roce 1989 a neúspěch sovětského puče v roce 1991. Ve všech těchto případech velké množství lidí odmítlo svou obvyklou podporu vládě a vyslovilo s ní nesouhlas. Armáda a policie, nebo jejich významná část, rovněž přestaly vládu podporovat. Kniha obsahuje rozsáhlé pojednání o „obraně prostřednictvím občanského vzdoru“, jinak známé jako sociální obrana, nenásilná obrana, obrana založená na občanském principu a kolektivní obrana. Randle popisuje vývoj myšlenky kolektivní obrany, rozebírá různé názory na strategii a analyzuje souvislosti s parlamentní i lidovou demokracií.
Kniha People, power and protest since 1945: a bibliography of nonviolent action (2006) se sice zaměřuje na hnutí po roce 1945, ale úvodní část poskytuje rozsáhlý úvod do historie a teoretických základů nenásilných akcí a zároveň reflektuje nejnovější příspěvky z literatury a cituje klíčové práce a internetové stránky. Prostřednictvím použitých příkladů nás provede kampaněmi ve východní Evropě a Sovětském svazu na konci studené války, dřívějšími akcemi v pozdně koloniální Africe, hnutími nenásilného odporu v Latinské Americe a na Blízkém východě, rostoucím počtem „volebních revolucí“ po roce 2000, zejména v postsovětských státech a v Africe, a různými formami vzrůstajícího odporu proti represím.